# Patrick Heyn
Patrick Heyn (* 1971 in Frankfurt am Main) ist ein deutscher Schauspieler.

## Biografie
Nach der Ausbildung an der Westfälischen Schauspielschule Bochum von 1993 bis 1996 folgten Engagements am Schauspielhaus Bochum, später unter anderem im Düsseldorfer Schauspielhaus, Schauspielhaus Zürich, Burgtheater Wien, Schauspiel Frankfurt und im Ernst-Deutsch-Theater Hamburg.
Dem deutschsprachigen Fernsehpublikum ist er vor allem seit 2008 als Gynäkologe der Kriminalserie Mord mit Aussicht sowie seit 2017 als Klinikchef in der Serie Praxis mit Meerblick im Ersten bekannt.

## Filmografie (Auswahl)
- 2005, 2008: Alarm für Cobra 11 (Fernsehserie, 2 Folgen)
- 2006–2007: Das Beste aus meinem Leben (Fernsehserie, 5 Folgen)
- 2007:	Stromberg (Fernsehserie, Folge: Jochen)
- 2007:	Der Hochzeitswalzer (TV)
- 2008:	Der Dicke (Fernsehserie, Folge: Voll ins Herz)
- 2009–2010: Küstenwache (Fernsehserie, 2 Folgen)
- 2008:	Blues’ Sky (Kurzfilm)
- 2009:	Notruf Hafenkante (Fernsehserie, Folge: Pleitegeier)
- 2008–2022: Mord mit Aussicht (17 Folgen)
- 2010: Tatort: Vergessene Erinnerung
- 2010: Es war einer von uns (TV)
- 2011: Anonymus
- 2011: Großstadtrevier (Fernsehserie, Folge: Diebe in der Nacht)
- 2011: SOKO Köln (Fernsehserie, Folge: Playback)
- 2012: Tatort: Alter Ego
- 2012: Morden im Norden (Fernsehserie, Folge: Mann am Spieß)
- 2012: Die Pfefferkörner (Fernsehserie, Folge: Sneakerfieber)
- 2012: Der Kriminalist (Fernsehserie, Folge: Magdalena)
- 2012: Zeit der Helden (Fernsehserie, 9 Folgen)
- 2013: Als meine Frau mein Chef wurde … (Regie: Matthias Steurer)
- 2013: Der letzte Bulle (Fernsehserie, Folge: Unsere kleine Straße)
- 2013: Passion
- 2013: Wilsberg: Hengstparade
- 2013: Vom Fischer und seiner Frau
- 2014: Dora Heldt: Unzertrennlich
- 2014: Warum ich meinen Boss entführte
- 2015: Besser spät als nie
- 2015: Ein Mord mit Aussicht
- 2016: Das weiße Kaninchen
- 2016: Die letzte Reise
- seit 2017: Praxis mit Meerblick (Fernsehserie, 26 Folgen)
- 2020: SOKO München: Pranks
- 2024: Landkrimi: Steirergift (Fernsehreihe)

## Auszeichnungen
- 2013: Deutscher Fernsehpreis (Beste Serie) für Zeit der Helden[3]
- 2014: Grimme-Preis 2014 (Kategorie 'Fiktion') für Zeit der Helden[4]